# Гайдамака Георгій Трохимович
Георгій Трохимович Гайдамака (21 лютого 1906, місто Катеринослав, тепер місто Дніпро — січень 1975, місто Київ) — український радянський партійний діяч, секретар Львівського обласного комітету КП(б)У.

## Біографія
Народився в родині робітника. У 1923—1930 роках — учень школи фабрично-заводського учнівства, електрозварювальник, майстер зварювального цеху Катеринославського (Дніпропетровського) паровозоремонтного заводу.
Член ВКП(б) з 1925 року.
У 1930—1931 роках — студент Дніпропетровського інституту інженерів залізничного транспорту. У 1931 році закінчив вечірній факультет Дніпропетровського інституту інженерів залізничного транспорту, інженер-механік.
У 1931—1933 роках — аспірант і заступник декана механічного факультету Дніпропетровського інституту інженерів залізничного транспорту.
У 1933—1935 роках — заступник начальника зварювального цеху Дніпропетровського паровозоремонтного заводу.
У 1935—1939 роках — асистент, заступник декана факультету експлуатації залізниці Дніпропетровського інституту інженерів залізничного транспорту.
У 1939 році — завідувач відділу шкіл і науки Дніпропетровського обласного комітету КП(б)У. До листопада 1939 року — завідувач військового відділу Дніпропетровського обласного комітету КП(б)У.
Восени 1939 року працював у Тимчасовому управлінні Тарнопольського воєводства в місті Тарнополі (Тернополі).
27 листопада 1939 — 3 квітня 1941 року — секретар Львівського обласного комітету КП(б)У з кадрів.
3 квітня — червень 1941 року — секретар Львівського обласного комітету КП(б)У із транспорту — завідувач транспортного відділу Львівського обласного комітету КП(б)У.
З червня 1941 по січень 1946 року — у Червоній армії. Учасник німецько-радянської війни. У 1941—1942 роках — військовий комісар Управління речового та обозного відділів Південно-Західного фронту. З 1942 по 1944 рік служив військовим комісаром, заступником із політичної частини начальника управління зв'язку Південно-Західного, Сталінградського, Донського і 1-го Білоруського фронтів. У 1944—1946 роках — заступник начальника політичного відділу польового управління 1-го Білоруського фронту. У 1945—1946 роках — заступник начальника політичного відділу в північній групі радянських окупаційних військ в Німеччині (район Берліну).
З листопада 1946 року — в розпорядженні Львівського обласного комітету КП(б)У
У грудні 1946 (затв.) — серпні 1948 року — заступник секретаря Львівського обласного комітету КП(б)У із транспорту — завідувач транспортного відділу Львівського обласного комітету КП(б)У.
Із серпня 1948 року — головний контролер Міністерства державного контролю СРСР по Південно-Західному округу залізниць.
Потім — старший інженер Центрального конструкторсько-технологічного бюро Міністерства місцевої промисловості УРСР у Києві. Персональний пенсіонер.
Помер у січні 1975 року в місті Києві.

## Звання
- майор
- підполковник

## Нагороди
- орден Вітчизняної війни І ст. (29.08.1944)
- орден Вітчизняної війни ІІ ст. (24.09.1943)
- орден Червоної Зірки (6.02.1943)
- орден «Знак Пошани» (23.01.1948)
- медаль «За оборону Сталінграда» (22.12.1942)
- медаль «За визволення Варшави»
- медаль «За взяття Берліна» (9.06.1945)
- медаль «За перемогу над Німеччиною у Великій Вітчизняній війні 1941—1945 рр.» (9.05.1945)
- медалі